# Derek Drymon
Derek Drymon (Morristown, 19 novembre 1968) è uno sceneggiatore, animatore, regista cinematografico, comico e produttore cinematografico e televisivo statunitense.
Ha lavorato a numerose produzioni di cartoni animati degli anni 1990 e 2000 ed è noto soprattutto per il suo lavoro su Rocko's Modern Life, SpongeBob SquarePants e Adventure Time.

## Biografia
Nato nel New Jersey, da bambino frequentò le scuole pubbliche di Jefferson Township e Dover e si divertiva a disegnare e realizzare fumetti. Si diplomò alla Jefferson Township High School nel 1987 e frequentò la School of Visual Arts (SVA) di New York, dove si laureò in illustrazione, affinando le sue capacità di disegno e passando dalle immagini fisse all'animazione. Si laureò alla SVA nel 1992.
Sulla base dei suoi disegni dal vero ottenne uno stage presso la Disney.
Scoperto da Nickelodeon nel 1993, si trasferì in California per lavorare come animatore. Nel 1993, iniziò a lavorare come sceneggiatore e scrittore per Rocko's Modern Life. Fu qui che incontrò due dei suoi futuri datori di lavoro, Tim Hill e Stephen Hillenburg, Hill uno scrittore e Hillenburg un co-produttore e sceneggiatore. Nel 1997, Hillenburg creò SpongeBob SquarePants. Drymon svolse diversi incarichi su SpongeBob, incluso quello di sceneggiatore di tutti gli episodi, direttore creativo e, nella sua ultima stagione con lo show, supervisore della produzione. Lavorò anche alla serie animata di Cartoon Network Camp Lazlo e al progetto parallelo di Tim Hill, KaBlam!, come sceneggiatore. Scrisse anche l'episodio nominato al Premio Emmy CatDog ("Doggone").
Incontrò Stephen Hillenburg nella produzione del cartone animato di Nickelodeon Rocko's Modern Life che lo definì come "una delle persone principali nella genesi di SpongeBob". Collaborò con Hillenburg, Hill e Nick Jennings, che era anche nel gruppo di Nickelodeon, divenendo il direttore creativo per le prime tre stagioni e divenne produttore supervisore nella stagione 3 fino a quando non fu sostituito da Paul Tibbitt a partire dalla stagione 4. Insieme a Stephen Hillenburg, approvò le idee e gli schemi degli sceneggiatori per gli episodi e controllò il processo creativo e di produzione di SpongeBob.
Venne quindi promosso produttore esecutivo del programma televisivo Adventure Time, e divenne uno degli sceneggiatori principali della DreamWorks Pictures e regista della Illumination Entertainment. Durante le prime tre stagioni di SpongeBob, il suo ruolo di direttore creativo gli consentì di lavorare con la sceneggiatrice esecutiva Merriwether Williams e il resto del team di sceneggiatori. Le esperienze acquisite nella vita permisero agli scrittori di trarre ispirazione per gli episodi. Nell'episodio satirico della seconda stagione "Sailor Mouth", SpongeBob e Patrick imparano "brutte parole" e alla fine iniziano a usarle scoprendo solo le parole che causano polemiche con i cittadini di Bikini Bottom. L'episodio venne ispirato da Drymon da bambino che "aveva detto una parolaccia a sua madre quando era in tenera età".
Lo scrittore dello staff Kent Osborne disse sulla scrittura con Drymon e altri scrittori: "Nella terza stagione avevamo fatto 26 puntate di mezz'ora. Mi vennero in mente milioni di idee". Nonostante i problemi con la scrittura di nuovi episodi, Drymon collaborò con gli sceneggiatori per creare idee per episodi come gli speciali di mezz'ora e gli episodi incentrati su altri personaggi, ad esempio gli episodi della terza stagione "The Algae Always Greener" e "Plankton's Army" incentrati su Sheldon Plankton e "Doing Time" concentrati sulla Signora Puff. Drymon disse in un'intervista: "Trovare idee per gli episodi è sempre stato difficile". Gli sceneggiatori, per l'episodio "The Secret Box", vennero influenzati da Drymon che aveva detto loro che quando era giovane teneva una "scatola segreta", e loro pensarono che fosse una cosa esilarante e strana e usarono l'idea di Drymon per creare la storia dell'episodio. Drymon collaborò alla scrittura dell'episodio pilota "Help Wanted" ottenendo due nomination agli Emmy e, insieme alla troupe di SpongeBob, vincendo il premio Annie "Miglior produzione televisiva animata" nel 2005 per la terza stagione di SpongeBob.
Drymon assunse molti scrittori dello staff, tra cui Sam Henderson, un amico e collega allo SVA, insieme a Kent Osborne e Walt Dohrn.
Dal 2008 al 2017, Drymon ha lavorato come Storyboard Artist per DreamWorks Animation, lavorando a film come la trilogia di Kung Fu Panda , Monsters vs. Aliens, Shrek Forever After, Il gatto con gli stivali, Turbo, Penguins of Madagascar e Captain Underpants: The First Epic Movie.
È stato produttore esecutivo (con Fred Seibert) della serie di Cartoon Network Adventure Time, creata da Pendleton Ward per la prima stagione dello show, ma non è stato più accreditato negli episodi a partire dalla seconda stagione.
Il 17 settembre 2020, Drymon ha co-diretto Hotel Transylvania: Transformania con la story artist Jennifer Kluska.

## Filmografia

### Televisione
- La vita moderna di Rocko - assistente artista dello storyboard, scrittore aggiuntivo, assistente alla regia
- 1996 Quack Pack - La banda dei paperi - sceneggiatore
- 1996–1997 Hey, Arnold! -  regista e sceneggiatore
- 1996–2000 KaBlam! - sceneggiatore
- 1998 CatDog - regista e sceneggiatore
- 1998–2006 I Rugrats - sceneggiatore aggiunto
- 1999–2004 SpongeBob - direttore creativo (1999–2004), scrittore (1999), sceneggiatore (Help Wanted) e supervisore alla produzione (2002–2004)
- 2007 Diggs Tailwagger - regista, sceneggiatore, produttore esecutivo
- 2008 Camp Lazlo - scrittore, regist (episodio "Samson Needs a Hug")
- 2010 Danger Planet - scrittore
- 2010 The Stockboys of Apocalypse, scrittore
- 2010 Adventure Time - produttore esecutivo
- 2017 Billy Dilley's Super-Duper Subterranean Summer - scrittore (episodio "Crab Hands")

### Cinema
- 2003 La mia vita con Morrissey - comico
- 2004 SpongeBob - Il film - scrittore, sceneggiatore, produttore esecutivo
- 2008 Kung Fu Panda - sceneggiatore aggiunto
- 2009 Mostri contro alieni - sceneggiatore aggiunto
- 2010 Shrek e vissero felici e contenti - sceneggiatore
- 2010 Megamind
- 2011 Hop - sceneggiatore
- 2011 Kung Fu Panda 2 - sceneggiatore aggiunto
- 2011 Il gatto con gli stivali - sceneggiatore aggiunto
- 2011 Mostri contro alieni - La notte delle carote viventi - sceneggiatore
- 2011 Il figlio di Babbo Natale - produttore esecutivo
- 2013 Turbo - sceneggiatore
- 2014 Pinguini del Madagascar - sceneggiatore
- 2015 SpongeBob - Fuori dall'acqua - scrittore
- 2016 Kung Fu Panda 3 - sceneggiatore
- 2017 Capitan Mutanda - Il film - sceneggiatore
- 2019 Santa's Little Helpers - regista
- 2021 Monster Pets: A Hotel Transylvania Short Film - regista
- 2022 Hotel Transylvania - Uno scambio mostruoso - regista
- 2026 SpongeBob - Un'avventura da pirati - regista